# De wonderlijke avonturen van Herman van Veen (televisieprogramma)
Die seltsamen Abenteuer des Herman van Veen (in Nederland uitgezonden als De wonderlijke avonturen van Herman van Veen) is een Duitse jeugdserie, waarin de Nederlandse zanger en acteur Herman van Veen de hoofdrol speelt. De serie werd voor het eerst uitgezonden in 1977 op de Duitse televisiezender Das Erste door de ARD. In Nederland verscheen de serie in 1979 op Nederland 2 door de KRO. De serie is in het Duits opgenomen en later in het Nederlands nagesynchroniseerd.
De liedjes uit de serie werden zowel in het Duits als in het Nederlands uitgebracht op de gelijknamige elpee, met het lied "Opzij".

## Verhaal
Herman woont samen met zijn vrouw Marlous en acht vrienden midden in de stad in een molen die vol hangt met toverschilderijen. 
De schilderijen in de hoofdruimte van de molen vormen het uitgangspunt voor de verhalen. Van Veen kan ze tot leven brengen, waardoor bezoekers of hijzelf vaak in de beelden verdwijnen.

## Rolverdeling

### Hoofdrollen
| Acteur              | Personage            |
| ------------------- | -------------------- |
| Herman van Veen     | Herman               |
| Marlous Fluitsma    | Marlous              |
| Erik van der Wurff  | Erik-in-de-kast      |
| Harry Sacksioni     | Harry de gitarist    |
| Ger Smit            | Hans de kok          |
| Hans Koppes         | Hans de kok          |
| Martijn Alsters     | Tijn de fluitist     |
| Michel Lafaille     | Michel van Dankjewel |
| Michiel Kerbosch    | Klabas               |
| Hans van der Linden | Jean Jacques Plumo   |

### Bijrollen
| Acteur              | Personage        |
| ------------------- | ---------------- |
| Fransjes Gelderblom | Biker            |
| Babette van Veen    | Meisje met viool |

## Afleveringen

### Das Erste (ARD)
| Nr. | Titel                                                    | Uitzenddatum     |  |
| --- | -------------------------------------------------------- | ---------------- |  |
| 1   | Der lange Weg zur Professor-Prokutatis-Krakedatus-Straße | 13 november 1977 |  |
| 2   | Der tiefgefrorene Agent                                  | 20 november 1977 |  |
| 3   | Das ängstliche Gespenst                                  | 27 november 1977 |  |
| 4   | Kampf der Giganten                                       | 4 december 1977  |  |
| 5   | Der Knall im Schrank                                     | 11 december 1977 |  |
| 6   | Als die Mühle fliegen lernte                             | 18 december 1977 |  |

### Nederland 2 (KRO)
| Nr. | Titel                | Uitzenddatum     |  |
| --- | -------------------- | ---------------- |  |
| 1   | Kletsnatte Els       | 9 februari 1979  |  |
| 2   | Het bange sprookje   | 16 februari 1979 |  |
| 3   | Het nozempie         | 23 februari 1979 |  |
| 4   | De antimuziekraket   | 2 maart 1979     |  |
| 5   | Terug naar de school | 9 maart 1979     |  |
| 6   | De vliegende molen   | 16 maart 1979    |  |